# 이고리 티호미로프
이고리 티호미로프(러시아어: Игорь Рувимович Тихомиров, 1961년 4월 17일 - )는 러시아의 가수이다. 키노, 준기, DDT의 베이스를 맡았다.